# The Darkness (historieta)
The Darkness es una serie de cómics producido por Top Cow Productions. La serie fue creada por Marc Silvestri, Garth Ennis, David Wohl. El personaje principal de la serie es Jackie Estacado. Hasta el momento se han publicado el volumen 1, 2, 3 (aún en publicación) y varias miniseries y crossovers como Tales of Darkness, The Darkness-Batman, The Darkness-Wolverine.

## Historia

### The Darkness
The Darkness es un poder sobrenatural que existe desde los orígenes del universo cuando la luz se separó de la oscuridad y ésta escogió una familia para reencarnarse, los Estacado. Forma parte de una triarquía de poderes ancestrales junto a The Angelus y The Witchblade. 
The Angelus ha querido asesinar a The Darkness pero esta siempre elegía un "host" (o huésped en el que alojarse) nuevo a tiempo para salvarse. Los poderes de the Darkness sólo funcionan en la oscuridad y su portador no puede tener hijos (a no ser que su primogénito sea una niña, en cuyo caso no morirá).

### Volumen 1
Jackie Estacado es un huérfano que vivía en el orfanato Saint Gerald donde era maltratado por proteger a su amiga Jenny Romano, hasta que un día Frankie Franchetti se lo llevó del orfanato y lo crio haciéndolo pasar por su sobrino, aunque lo trataba como al hijo que nunca tuvo. Jackie se convirtió en un asesino de la mafia y en su cumpleaños número veintiuno se enteró de que era el portador de The Darkness cuando unos asesinos de The Angelus intentaron asesinarlo. Justo en ese momento, llegaron los hombres de Sonatine para protegerlo mientras él sufría por el despertar de The Darkness en su cuerpo. Al ver que todos los hombres de Sonatine son asesinados, Jackie deja salir a toda la oscuridad de su interior y destruye a los asesinos.